# Castelul Vajdahunyad

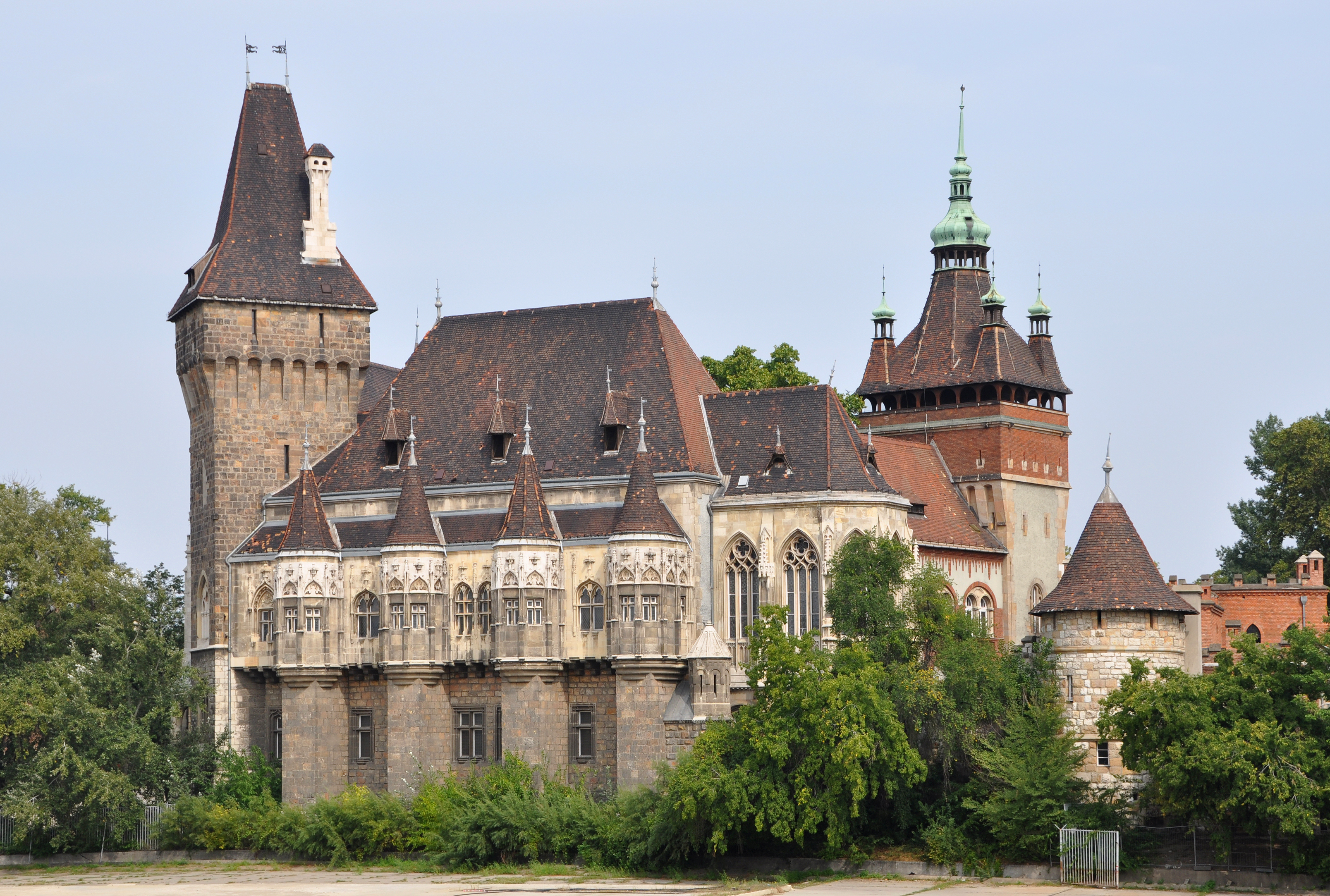
Latura gotică a castelului

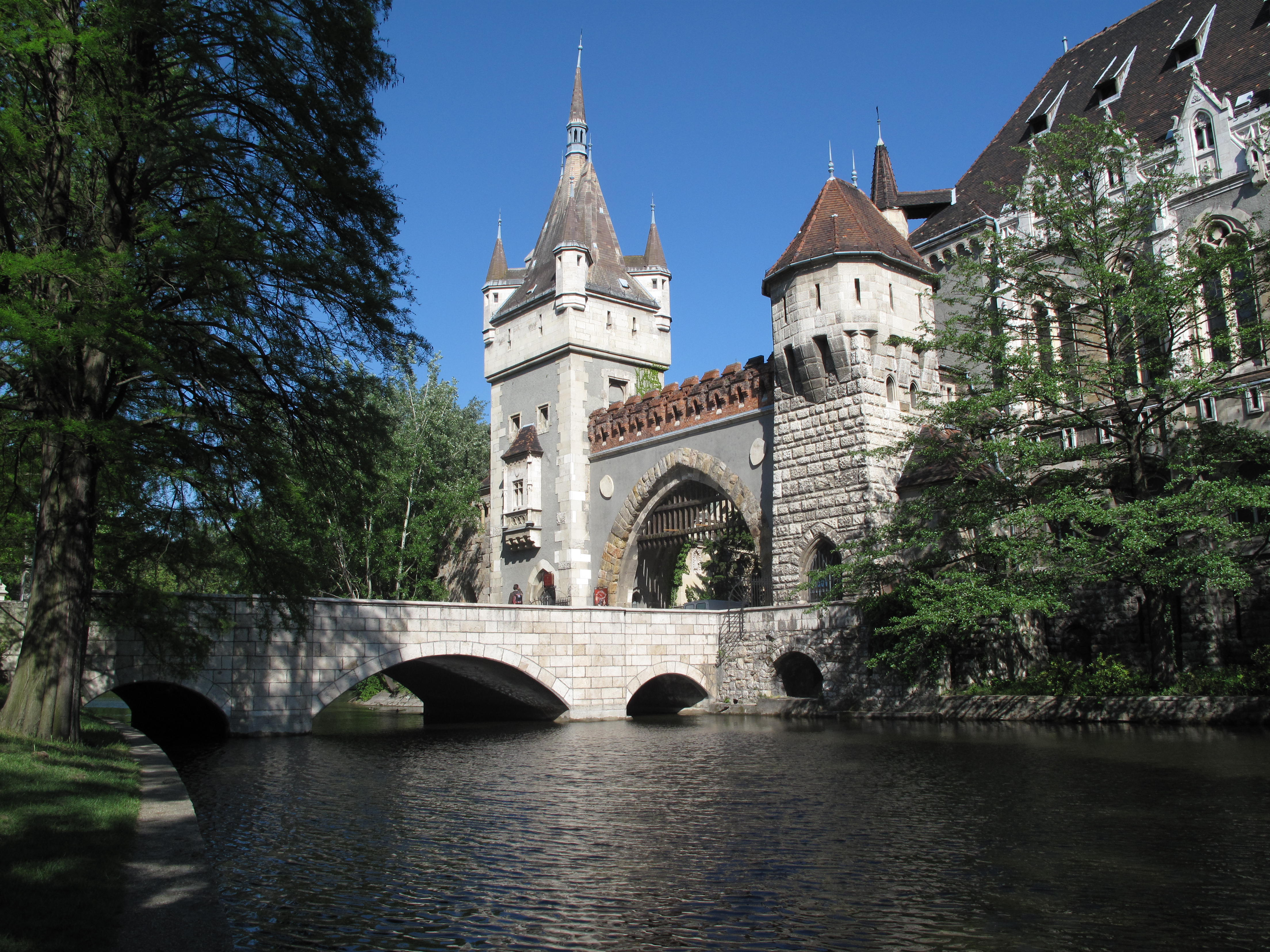
Intrarea principală în castel

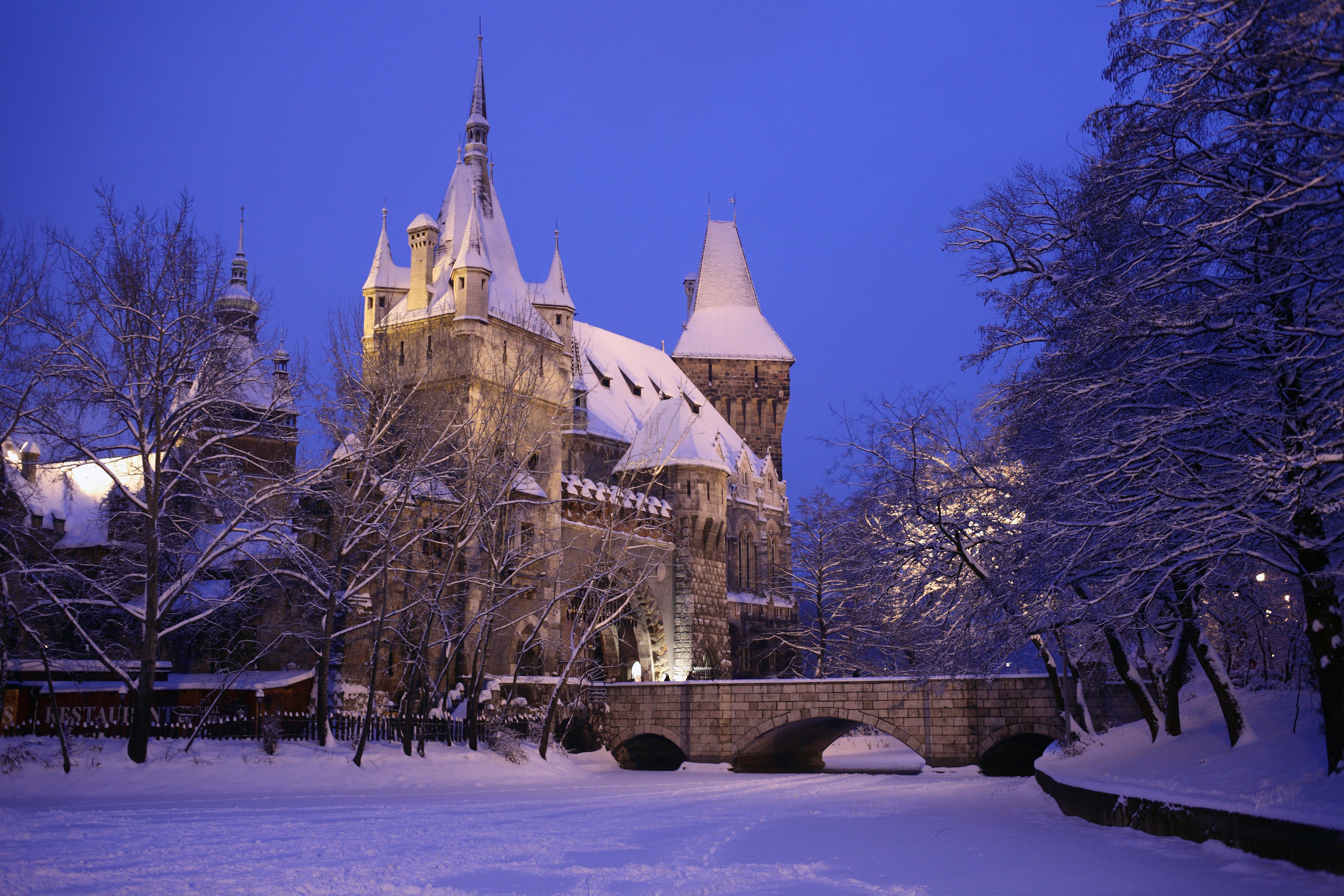
Castelul în amurg

Castelul Vajdahunyad (în maghiară Vajdahunyad vára) este un castel situat în Parcul Orașului (Városliget) din sectorul XIV (Zugló) al Budapestei, Ungaria. El a fost construit între 1896 și 1908 ca parte a Expoziției Milenare, prin care s-au sărbătorit 1000 de ani de la Așezarea maghiarilor în Bazinul Panonic în anul 896. 
Ansamblul din Parcul Orașului a fost proiectat de Ignác Alpár și este format dintr-o serie de pavilioane construite în stiluri arhitecturale diferite: romanic, gotic, renascentist și baroc; pavilioanele componente ale ansamblului sunt copii ale mai multor clădiri emblematice din diferite părți ale Regatului medieval al Ungariei. Castelul Vajdahunyad este o copie a Castelului Huniazilor (în maghiară Vajdahunyadi vár) din Transilvania. Inițial a fost făcut din carton și lemn, dar a devenit foarte popular și a fost reconstruit în sti neogotic din piatră și cărămidă. Astăzi el adăpostește Muzeul agricol.
Statuia lui Anonymus se află în curtea castelului. Anonymus a trăit în secolul al XII-lea (adevărata sa identitate nu este cunoscută, dar el a fost notar al regelui Béla al III-lea al Ungariei), care a scris cronica Gesta Hungarorum (Faptele ungurilor). Castelul conține, de asemenea, și o statuie a lui Béla Lugosi.
Zona este deservită de stația de metrou Hősök tere.

## Imagini

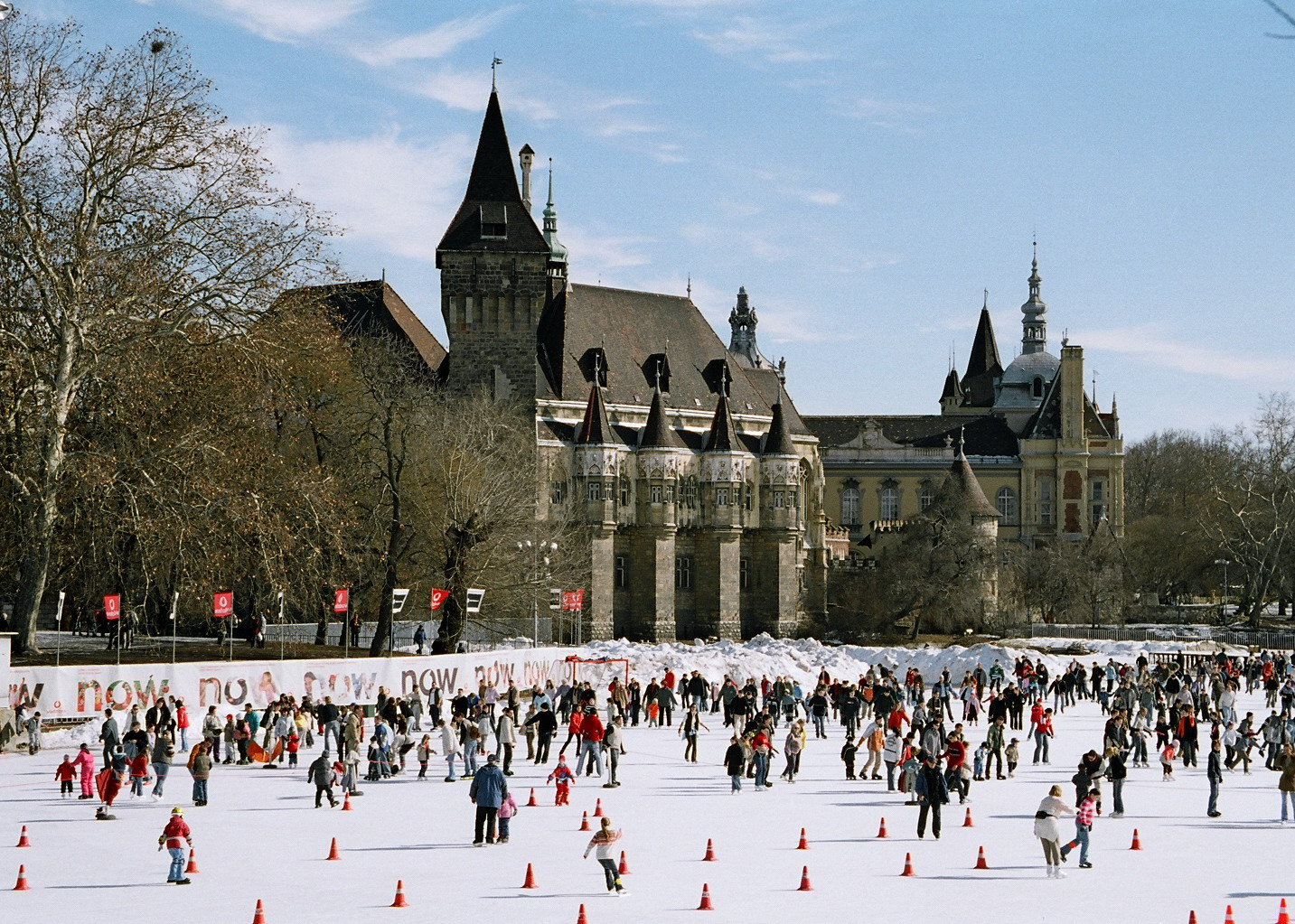
Lacul din Parcul oraşului transformat în patinoar cu Castelul Vajdahunyad pe fundal.
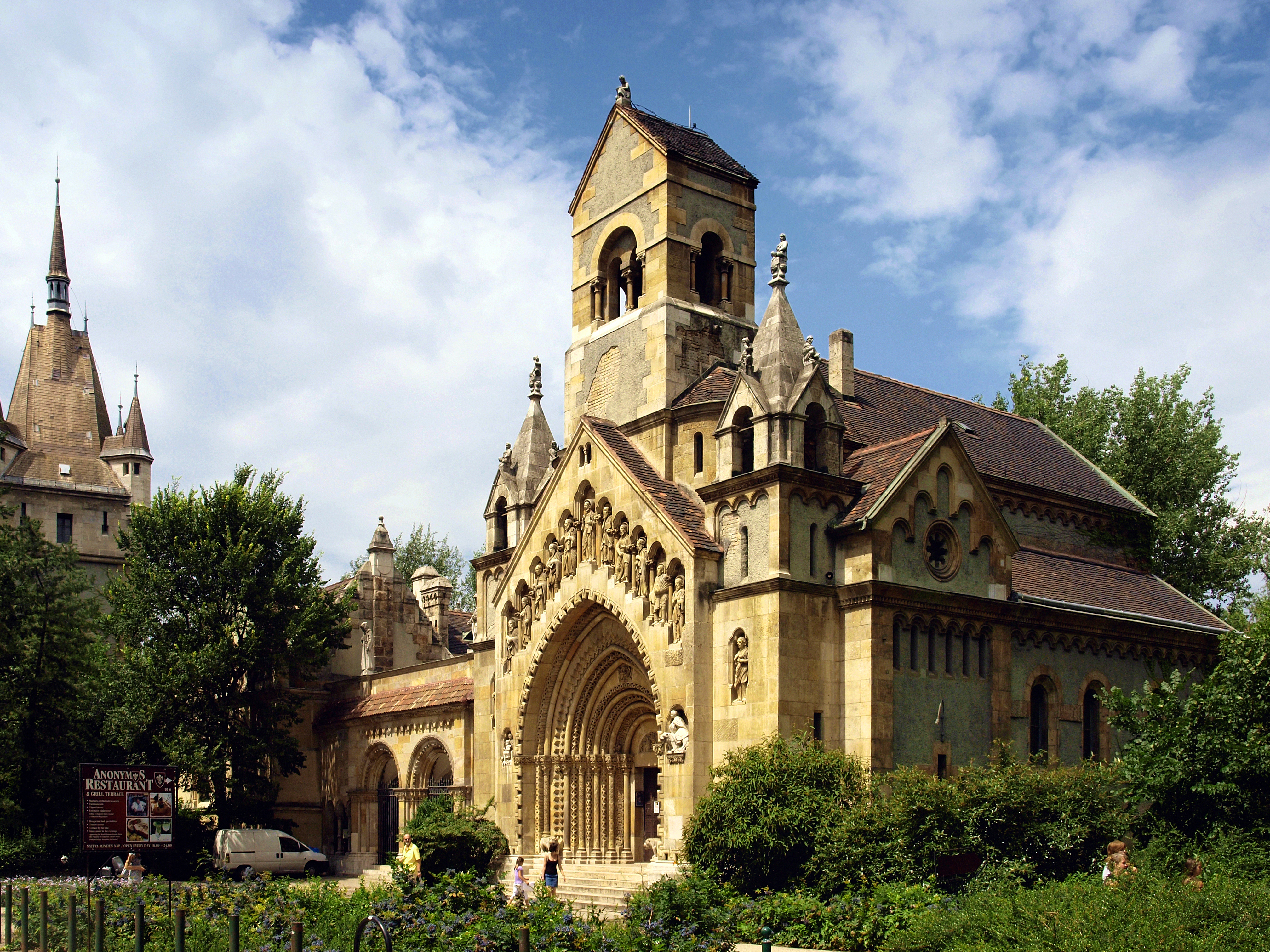
Capela din Ják în interiorul castelului
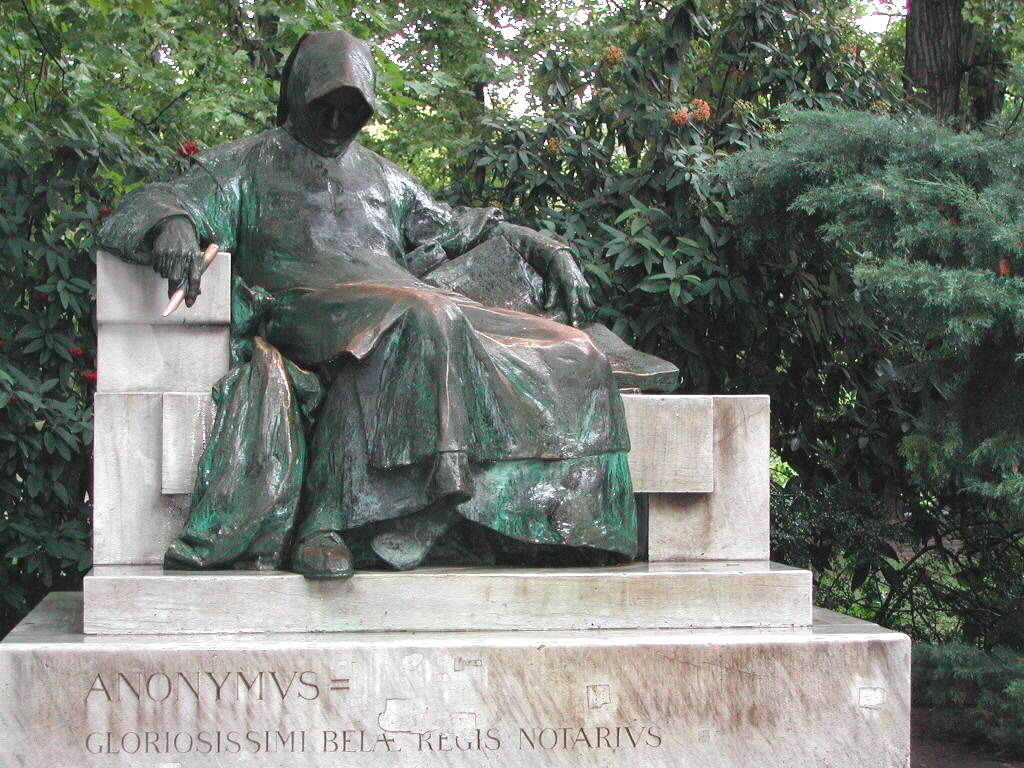
Statuia lui Anonymus în curtea castelului
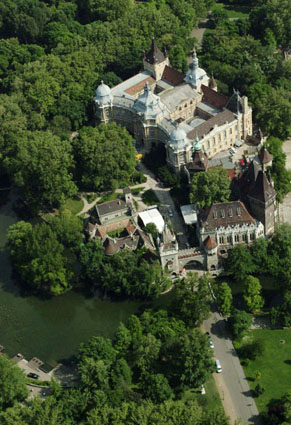
Fotografie aeriană a castelului
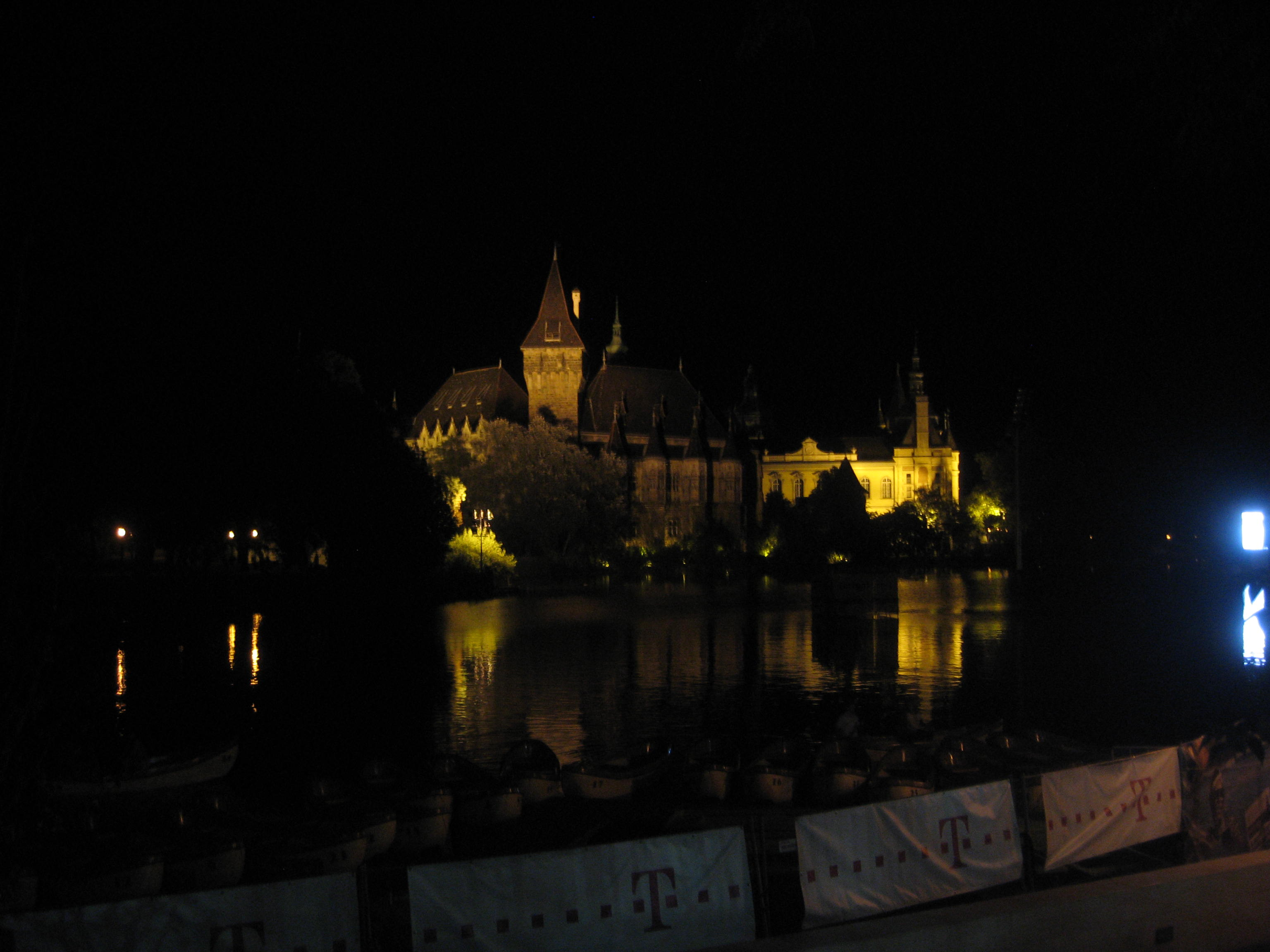
Fotografie nocturnă a castelului